# منجان
منجان، روستایی از توابع بخش قلقل‌رود شهرستان تویسرکان در استان همدان است.

## جمعیت
این روستا در دهستان قلقل‌رود قرار دارد و براساس سرشماری مرکز آمار ایران در سال ۱۳۹۵، جمعیت آن ۴۲۹ نفر (۱۲۴ خانوار) بوده‌است.